# Budynek rządu Liechtensteinu
Budynek rządu Liechtensteinu – budynek w Vaduz, stolicy Liechtensteinu, będący siedzibą rządu, a do 2008 roku także parlamentu (Landtagu). Został oddany do użytku 28 grudnia 1905 roku.
Budynek został wybudowany w latach 1903–1905, a jego otwarcie miało miejsce 28 grudnia 1905 roku. Obiekt powstał, by skoncentrować w jednym miejscu wszystkie biura i instytucje rządu Liechtensteinu, które dotychczas mieściły się w wielu innych budynkach. Od momentu otwarcia budynek pełnił także rolę siedziby posiedzeń parlamentu (Landtagu), który poprzednio obradował w tzw. Ständehaus. W 2008 roku Landtag przeniósł się do nowej siedziby, która powstała tuż obok budynku rządu.
Jest to reprezentatywny, dwupiętrowy budynek, powstały w stylu neorenesansu. Autorem projektu był Gustav Ritter von Neumann. Mieści się on w centrum Vaduz, przy Peter-Kaiser-Platz. W 1992 roku obiekt został uznany za zabytek. Budynek zwyczajowo zwany jest „Grosse Haus”.